# Battesimo ed elezione a vescovo di san Zanobi
Il Battesimo ed elezione a vescovo di san Zanobi è un dipinto a tempera su tavola (66,5x149,5 cm) di Sandro Botticelli, databile al 1500-1505 circa e conservato nella National Gallery di Londra.

## Descrizione e stile
La tavola decorava probabilmente una spalliera in un'abitazione privata, magari di un prelato, o la sede di una confraternita. Il soggetto è infatti la storia di san Zanobi, vescovo di Firenze vissuto nel IV secolo. Le fonti sono la Vita di san Zanobi di Fra Clemente Mazza, pubblicata per la prima volta nel 1487. Fa parte di una serie di quattro dipinti che alcuni indicano come uno degli ultimi lavori svolti dal Botticelli.
In questa scena in particolare si vede Zanobi che rinuncia alla propria sposa per venire battezzato da san Teodosio, leggendario vescovo fiorentino. Mentre viene battezzata anche sua madre egli viene nel frattempo nominato vescovo di Firenze dal papa.
La scena è scandita dalle architetture, con i singoli "atti" che si svolgono rispettivamente all'aperto e in ciascuna delle tre arcate di un loggiato. Le rispondenze di alcune figure, come l'identica struttura dei due battesimi, creano un andamento ritmico, tipico della produzione tarda dell'artista. Notevole è la costruzione prospettica, soprattutto della via cittadina con edifici rinascimentali che si perde verso un lontano paesaggio.